# Anolis ravifaux
Anolis ravifaux (саонський кремезний аноліс) — вид ігуаноподібних ящірок родини анолісових (Dactyloidae). Ендемік Домініканської Республіки.

## Поширення і екологія
Саонські кремезні аноліси мешкають на крайньому південному сході острова Гаїті та на сусідніх острівцях Саона і Каталініта.